# اول وابسته
در جبر مجرد، یک اول وابسته (به انگلیسی: Associated Prime) از مدولی چون {\displaystyle M} روی حلقه ای چون {\displaystyle R}، نوعی ایده‌آل اول از {\displaystyle R} است که به صورت نابودگر یک زیرمدول (اول) از {\displaystyle M} ظاهر می شود. مجموعه اول‎های وابسته را اغلب با {\displaystyle \operatorname {Ass} _{R}(M)} نشان داده و برخی مواقع به آن قاتل (به انگلیسی: Assassin or Assassinator) نیز می گویند (این کلمه در انگلیسی بازی با نماد این مفهوم و این حقیقت است که اول وابسته یک نابودگر (به انگلیسی: annihilator) مدولی است).
در جبر جابجایی، اول های وابسته به تجزیه اولیه ی لسکر-نوتر ایده‌آل حلقه های نوتری جابجایی مرتبط است. به‌ویژه، اگر یک ایده‌آل {\displaystyle J} به صورت اشتراک تعداد متناهی از ایده‌آل های اول تجزیه شود، رادیکال این ایده‌آل های اولیه، ایده‌آل های اول اند، و این مجموعه از ایده‌آل ها برابر با {\displaystyle \operatorname {Ass} _{R}(R/J)}. همچنین مفاهیم اول های منزوی (به انگلیسی: Isolated Primes) و اول های نشانده شده (به انگلیسی: اول های نشانده شده) به مفهوم "اول‌های وابسته" ارتباط دارد.

## تعاریف
یک {\displaystyle R}-مدول {\displaystyle N} را مدول اول گویند اگر برای هر زیرمدول {\displaystyle N'} از {\displaystyle N} داشته باشیم {\displaystyle \operatorname {Ass} _{R}(N)=\operatorname {Ass} _{R}(N')}. برای هر مدول اول {\displaystyle N}، نابودگر آن یعنی {\displaystyle \operatorname {Ass} _{R}(N)}، یک ایده‌آل اول در {\displaystyle R} است.
یک اول وابسته از یک {\displaystyle R}-مدول {\displaystyle M}، ایده‌آلی به صورت {\displaystyle \operatorname {Ann} _{R}(N)} است که در آن {\displaystyle N} زیر مدول اولی از {\displaystyle M} است. در جبر جابجایی، تعریف رایج متفاوت اما معادل است با: اگر {\displaystyle R} جابجایی باشد، ایده‌آل اول وابسته ای چون {\displaystyle P} از {\displaystyle M}، ایده‌آل اولی به فرم {\displaystyle \operatorname {Ann} _{R}(m)} است که {\displaystyle m}، عنصر ناصفری از {\displaystyle M} است، یا به طور معادل {\displaystyle R/P} یک ریخت با زیر مدولی از {\displaystyle M} است.
در حلقه جابجایی {\displaystyle R}، عناصر مینیمال درون {\displaystyle \operatorname {Ass} _{R}(M)} (براساس رابطه شمول نظریه مجموعه ای) را اول های منزوی میگویند، در حالی که بقیه اول های وابسته (یعنی آن هایی که به طور محض شامل اول های وابسته ای باشن) را اول های نشانه شده نامند.
یک مدول را هم-اولیه (به انگلیسی: Coprimary) گویند اگر برای یک {\displaystyle m\in M} از {\displaystyle xm=0} نتیجه شود که برای عدد صحیح مثبتی {\displaystyle x^{n}M=0}. یک مدول متناهیاً تولید شده {\displaystyle M} روی یک حلقه نوتری جابجایی هم-اولیه است اگر و تنها اگر دقیقاً شامل یک اول وابسته باشد. یک زیرمدول {\displaystyle N} از {\displaystyle M} را {\displaystyle P}-اولیه گویند اگر {\displaystyle M/N} نسبت به {\displaystyle P} هم-اولیه باشد. یک ایده‌آل {\displaystyle I} ، ایده‌آلی {\displaystyle P}-اولیه است اگر و تنها اگر {\displaystyle \operatorname {Ass} _{R}(R/I)={P}}؛ لذا، مفهوم هم-اولیه تعمیمی از ایده‌آل اولیه است.